# História do Comitê Internacional da Cruz Vermelha

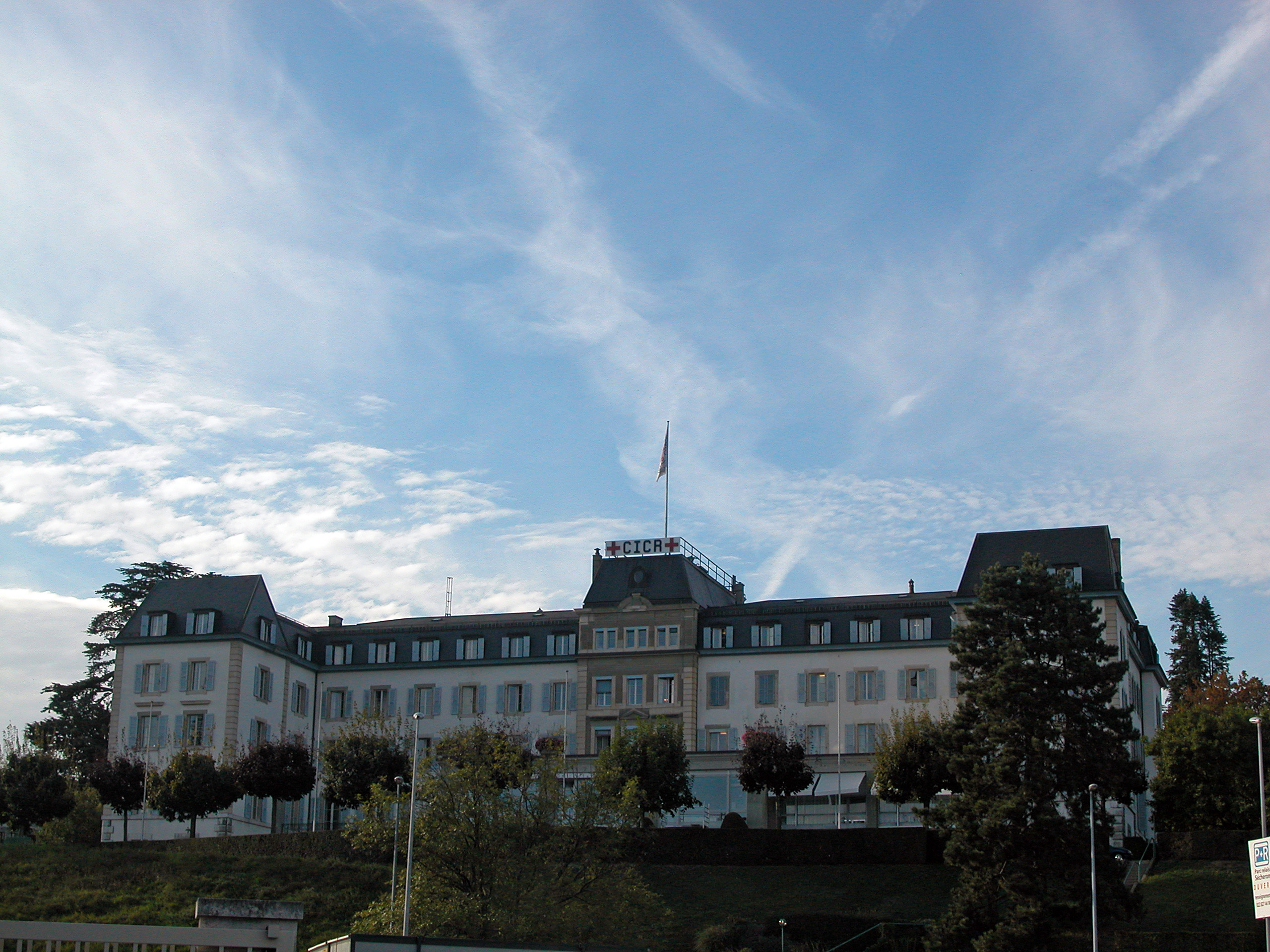
A sede do CICV em Genebra.

O Comitê Internacional da Cruz Vermelha é o membro fundador do Movimento Internacional da Cruz Vermelha e do Crescente Vermelho. A organização foi fundada em Genebra, Suíça, em 1863, onde até os dias atuais está sediada. Tendo começado como uma pequena organização de assistência a soldados feridos, o Comitê Internacional é atualmente uma das organizações mais respeitadas do mundo, tendo exercido um importante papel no desenvolvimento da proteção à dignidade humana desde sua criação.
O Comitê Internacional da Cruz Vermelha é o corpo do Movimento Internacional mais honrado, tendo sido premiado três vezes com o Prêmio Nobel da Paz (em 1917, 1944, e 1963) por seus trabalhos.

## 1864 – 1914
Até meados do século XIX não existia um corpo organizado e bem-estabelecido de assistência médica para os feridos em confrontos, tampouco instituições seguras e protegidas para acomodar pessoas feridas. Em junho de 1859, o suíço Henry Dunant viajou para a Itália para encontrar-se com o imperador francês Napoleão III, com a intenção de discutir as dificuldades em fazer negócios na Argélia, então ocupada pela França. Quando ele desembarcou em Solferino, na noite de 24 de junho, Dunant testemunhou a batalha de Solferino, um confronto da Segunda Guerra de Independência Italiana. Em um único dia, 40 mil soldados morreram ou foram deixados feridos no campo de batalha. Dunant ficou chocado pelo final da batalha, com o sofrimento dos soldados feridos, e a falta de atendimento médico para os feridos. Com isso, Dunant abandonou completamente a intenção original de sua viagem, e por vários dias dedicou-se a ajudar com o tratamento dos feridos. Dunant sucedeu em organizar assistência, através da motivação da população local para ajudar sem discriminação. Quando Dunant voltou para Genebra, sua cidade natal, Dunant decidiu escrever um livro, chamado A Memory of Solferino, que ele publicou com fundos próprios em 1862. Ele enviou cópias do livro para políticos e militares importantes em toda a Europa. Além de tratar vivadamente sobre suas experiências em Solferino, Dunant também advocou explicitamente a formação de um sistema voluntário nacional de assistência, para colaborar no cuidado médico dos feridos em guerra. Além disso, Dunant também pediu pelo desenvolvimento de tratatos internacionais para garantir a proteção de médicos neutros e hospitais de campo para os soldados feridos em batalha.

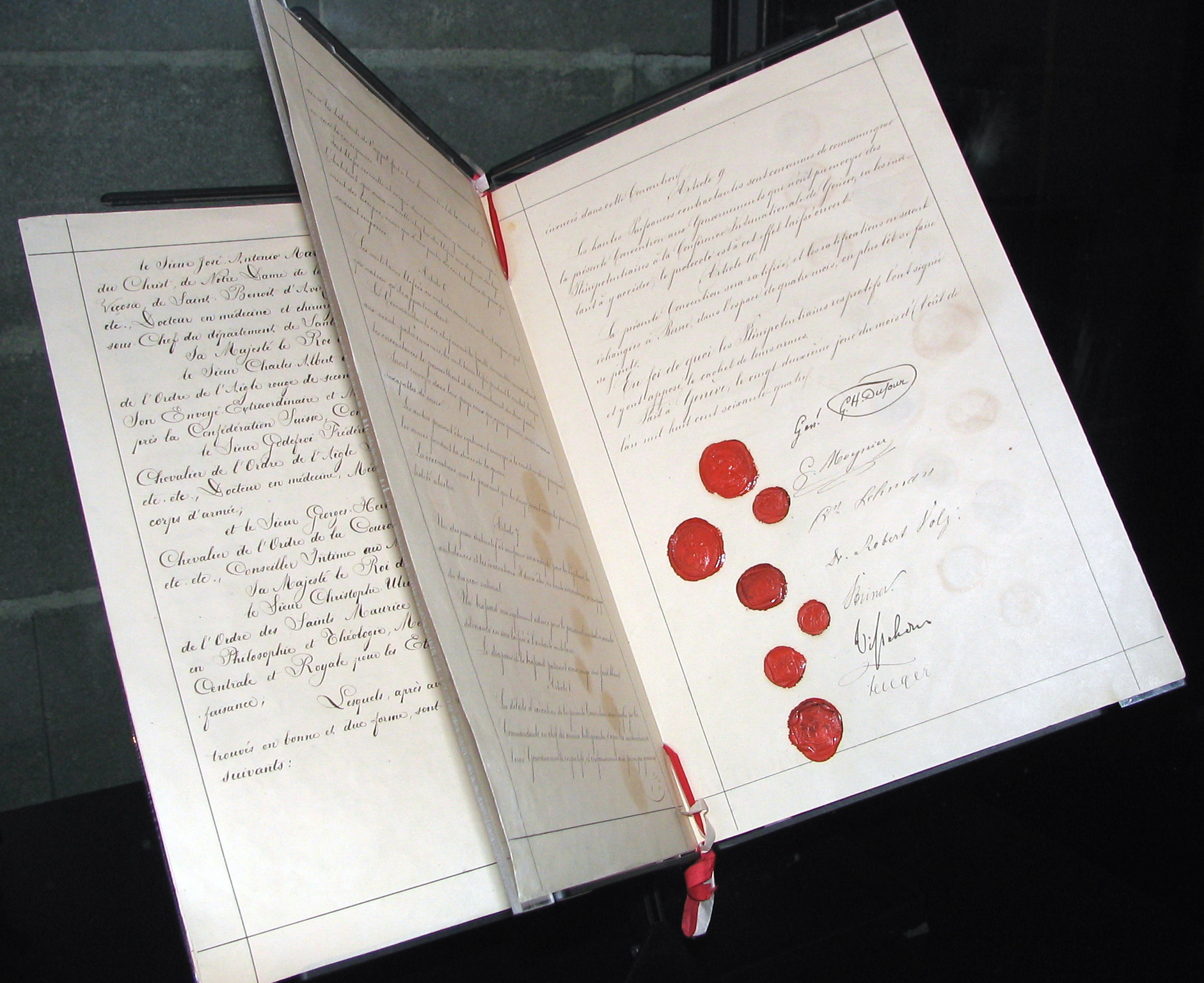
Documento original da primeira Convenção de Genebra, 1864.

### O Comitê dos Cinco
Em 9 de fevereiro de 1863, fundou-se o "Comitê dos Cinco", como uma comissão de investigação da Sociedade de Genebra para o Bem-estar Público. Seu objetivo era examinar a possibilidade das ideias de Dunant e organizar uma conferência internacional sobre sua possível implementação.

Os membros deste comitê, além de Henri Dunant, eram Gustave Moynier, advogado e presidente da Sociedade de Genebra para o Bem-estar Público; os médicos Louis Appia, que possuia experiência significante como cirurgião de campo de batalha, e Théodore Maunoir, da Comissão de Higiene e Saúde de Genebra; e o General Dufour, general suíço. Oito dias depois, os cinco decidiram renomear o comitê de "Comitê Internacional para o Cuidado dos Feridos".
Em 22 de agosto de 1864, a conferência adotou a primeira Convenção de Genebra, "para a ameliação das condições dos feridos das forças armadas no campo de batalha". Representantes de 12 países e reinos assinaram a convenção: Baden, Bélgica, Dinamarca, Espanha, França, Hesse, Itália, Países Baixos, Portugal, Prússia, Suíça, e Württemberg. A convenção continha dez artigos, estabelecendo pela primeira vez regras legais garantindo a neutralidade e a proteção para soldados feridos, membros de assistência médica e certas instituições humanitárias, no caso de um conflito armado. Além disso, a convenção definiu duas regras específicas para o reconhecimento oficial pelo Comitê Internacional, de uma sociedade nacional de ajuda:
- A sociedade nacional deve ser reconhecida pelo governo de seu próprio país como uma sociedade de ajuda.
- O governo nacional desta sociedade deve ser um membro da Convenção de Genebra.

Posteriormente no mesmo ano, o governo suíço convidou os governos de todos os países europeus, bem como Brasil, Estados Unidos e México, para uma conferência diplomática oficial. Dezesseis países enviaram um total de 26 delegados para Genebra. Entre 26 e 29 de outubro do mesmo ano, a conferência internacional organizada pelo comitê em Genebra discutiu possíveis métodos para melhorar serviços médicos no campo de batalha. A conferência foi atendida por 36 indivíduos: dezoito delegados oficiais de governos nacionais, seis delegados de outras organizações não governamentais, sete delegados não oficiais estrangeiros, e os cinco membros do comitê internacional.
- A criação de sociedades nacionais de ajuda a soldados feridos;
- A neutralidade e proteção para soldados feridos;

A utilização de forças voluntárias para assistência no campo de batalha;
- A organização de conferências adicionais para fazer com que estes conceitos tornem-se oficiais em tratados internacionais;
- A introdução de um símbolo comum de proteção para as forças médicas operando no campo de batalha - uma bandeira branca com uma cruz vermelha.

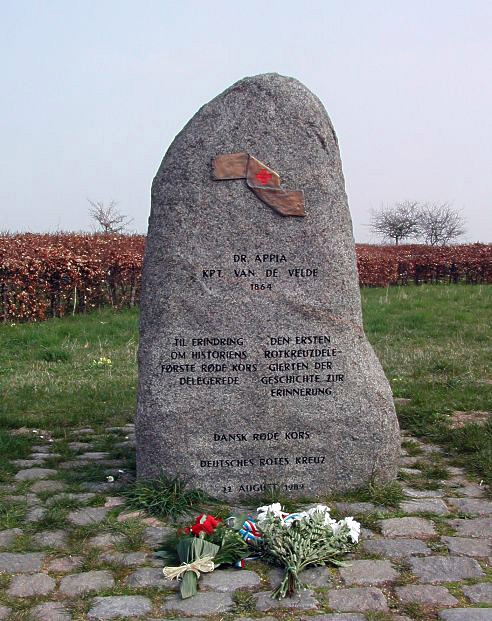
Memorial comemorando o primeiro uso do símbolo da Cruz Vermelha, em um conflito armado durante a Batalha de Dybbøl, na Dinamarca, em 1864. Este monumento foi inaugurado em 1989 pelas sociedades da Cruz Vermelha da Dinamarca e da Alemanha.

Após o estabelecimento da Convenção de Genebra, as primeiras sociedades nacionais foram fundadas na Bélgica, Dinamarca, Espanha, França, Oldemburgo, Prússia, e Wittemberg. Ainda em 1864, Louis Appia e Charles van de Velde, um capitão do Exército dos Países Baixos, tornou-se o primeiro delegado independente e neutro a trabalhar sob o símbolo da Cruz Vermelha em um conflito armado. Três anos depois, em 1867, a primeira Conferência Internacional das Sociedades de Enfermagem aos Feridos na Guerra foi realizada.

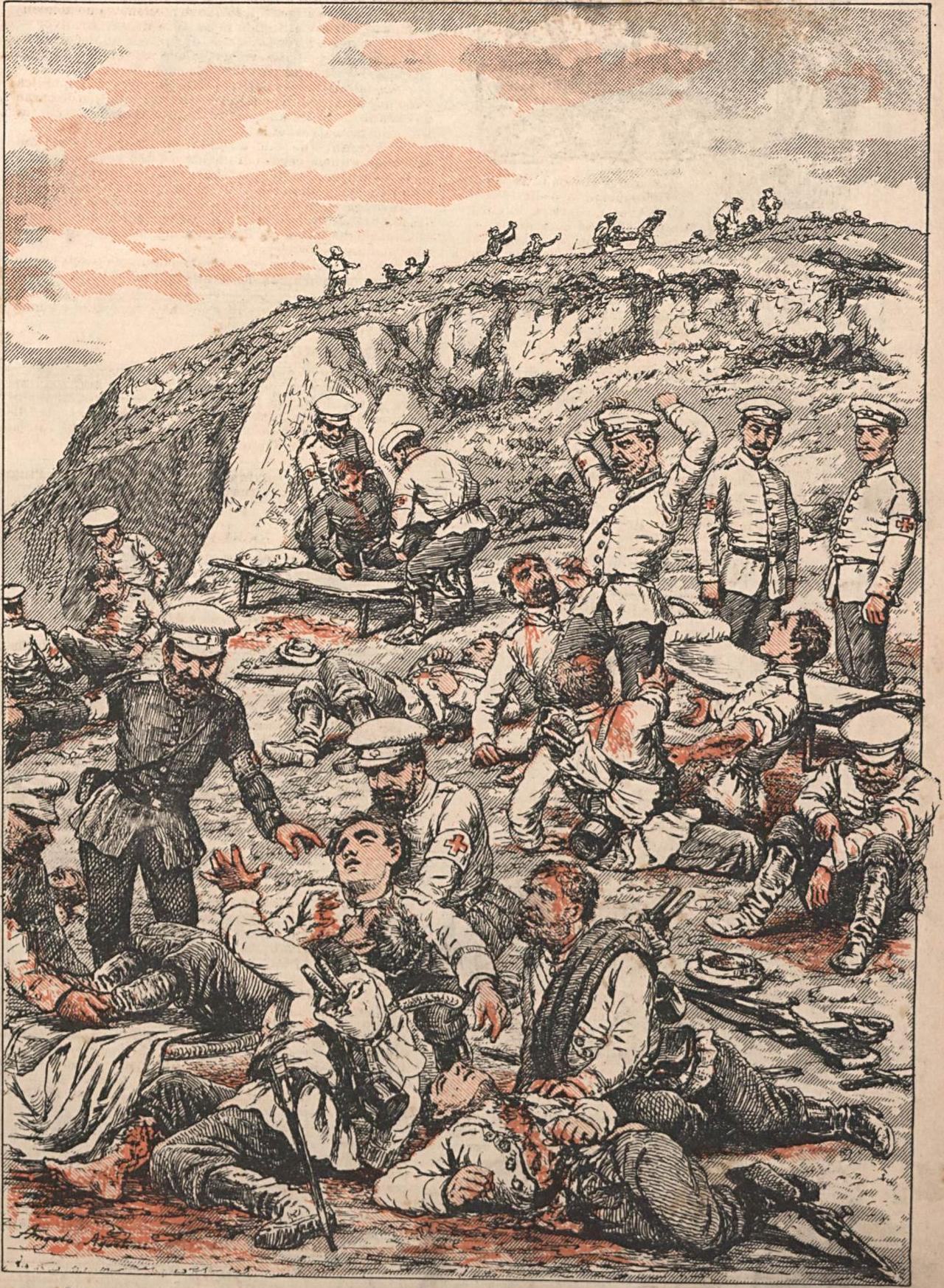
Um episódio da Guerra Russo-japonesa: Depois da Batalha de Liao-Yang, transporte de feridos russos pela Cruz Vermelha. Um médico enlouquece diante de tão horroroso espetáculo.

Ainda em 1867, Henry Dunant foi forçado a declarar falência, devido a falhas em seus negócios na Argélia Francesa, parcialmente porque o próprio Dunant neglegiciou seus negócios durante suas atividades para o Comitê Internacional. Isto resultou em controvérsia e negatividade entre a opinião pública. Além disso, Dunant possuía conflitos com Moynier. Estes fatores resultaram na expulsão de Dunant de sua posição como membro e secretário. Dunant foi também acusado de falência fraudulenta, e um mandado de prisão foi feito contra ele. Dunant foi forçado a deixar a cidade, tendo nunca mais retornado à sua cidade natal. Nos anos seguintes, sociedades nacionais foram fundadas em quase todos os países da Europa.
Em 1876, o comitê adotou o nome "Comitê Internacional da Cruz Vermelha" (CICV), que é até o presente sua designação oficial. Cinco anos depois, a Cruz Vermelha dos Estados Unidos foi fundada, através dos esforços de Clara Barton. Mais e mais países assinaram a Convenção de Genebra, e iniciaram a respeitá-la na prática, durante conflitos armados. Em um período relativamente curto de tempo, a Cruz Vermelha ganhou grande popularidade e respeito, e as sociedades nacionais tornaram-se cada vez mais populares como uma via de trabalho voluntário.
Quando o primeiro Prêmio Nobel da Paz foi dado em 1901, o Comitê Nobel Norueguês optou por dar o prêmio em conjunto para Henry Dunant e Frédéric Passy, um pacifista internacional. Mais significante do que a honra do prêmio propriamente dito, a salva de congratulações oficiais da Cruz Vermelha para Dunant marcou a reabilitação de Henry Dunant, tendo representado um tributo que Dunant teve durante a formação da Cruz Vermelha. Dunant morreu nove anos depois em Heiden, Suíça. Moiyner havia morrido dois meses antes, tendo servido como presidente do Comitê por 46 anos, a presidência mais longa da organização até os tempos atuais,
Em 1906, a Convenção de Genebra de 1864 foi revisada pela primeira vez. Um ano depois, as Convenções de Haia estenderam o papel da Convenção de Genebra para conflitos navais, além de fornecer uma base legal sobre a assistência para prisioneiros de guerra. No aniversário de 50 anos do CICV, em 1914, pouco antes do início da Primeira Guerra Mundial, 45 sociedades nacionais existiam no mundo. O movimento havia estendido-se além da Europa e da América do Norte, com vários países da América Latina (Argentina, Brasil, Chile, Cuba, México, Peru, El Salvador, Uruguai e Venezuela) e da Ásia (China, Japão, Coreia e Sião), bem como a África do Sul na África, tendo assinado a Convenção de Genebra.

## Primeira Guerra Mundial

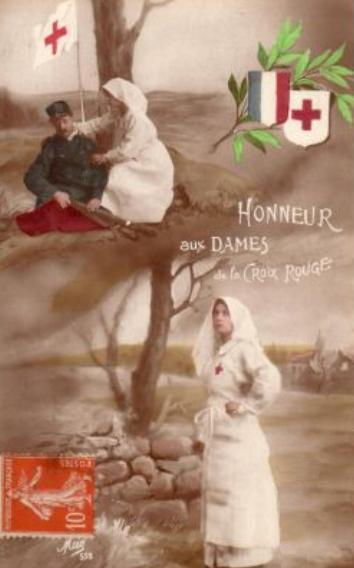
Cartão postal francês celebrando o papel de enfermeiras francesas durante a Primeira Guerra Mundial, de 1915.

Com o início da Primeira Guerra Mundial, o CICV enfrentou enormes desafios que foram manejados através do trabalho em conjunto com as sociedades da Cruz Vermelha nacionais. Enfermeiros da Cruz Vermelha do mundo inteiro, incluindo dos Estados Unidos e do Japão, foram à Europa para suportar os serviços médicos das forças armadas dos países europeus envolvidos na guerra. Em 15 de outubro de 1914, imediatamente após o início da guerra, o CICV criou a Agência de Prisioneiros de Guerra Internacional, que, no final de 1914, empregava 1,2 mil pessoas, a maioria dos quais eram voluntários. No final da guerra, a Agência de Prisioneiros de Guerra havia transferido cerca de 20 milhões de cartas e mensagens, 1,9 milhões de pacotes, e cerca de 18 milhões de francos suíços, na forma de doações monetárias para prisioneiros de guerra de todos os países afetados. Além disso, devido à intervenção da Agência, cerca de 200 mil prisioneiros foram trocados entre os vários países afetados, com os prisioneiros podendo voltar aos seus respectivos países. A Agência manteve um "Índice de Cartas", registrando sete milhões de entradas - cartas - entre 1914 e 1923, com cada carta representando um prisioneiro ou uma pessoa desaparecida. O índice levou à identificação de cerca de dois milhões de prisioneiros de guerra, e permitiu o contato com as famílias dos últimos. O índice completo está presentemente localizado no Museu da Cruz Vermelha e do Crescente Vermelho Internacional, embora acesso ao índice seja severamente restrito. Ao longo da guerra, 524 campos de prisioneiros de guerra foram inspeccionadas por 41 delegados do CICV.
Durante toda a guerra, o CICV monitorou a obediência dos países envolvidos com a Convenção de Genebra de 1907, e enviou denúncias sobre violações para cada país respectivos. Quando armas químicas foram usadas na guerra pela primeira vez na história, o CICV vigorosamente protestou contra o novo tipo de estratégia militar. Mesmo sem um mandato da Convenção de Geneva, o CICV tentou ameliar o sofrimento das populações civis afetadas pela guerra. Em territórios designados oficialmente como "territórios ocupados", o CICV poderia assistir a população civil na base das Convenções de Hague de 1907.
Entre 1916 e 1918, o CICV publicou um número de cartões postais com cenas dos campos de prisioneiros de guerra. As imagens mostravam os prisioneiros em atividades do dia-a-dia, tais como a distribuição de cartas provenientes de casa. A intenção do CICV era fornecer esperança para as famílias dos prisioneiros, e aleviar as incertezas que as famílias dos prisioneiros sobre o destino dos últimos tinham que enfrentar ao longo da guerra. Ao final da guerra, o CICV organizou o retorno de cerca de 420 mil prisioneiros de guerra para seus países natais respectivos. Em 1920, esta tarefa foi dada à recém-fundada Liga das Nações, que indicou o diplomata e cientista norueguês Fridtjof Nansen como o "Alto Comissário da Repatriação de Prisioneiros de Guerra". Sua responsabilidade foi estendida para o cuidado de refugiados de guerra quando sua posição tornou-se "Alto Comissário para Refugiados". Nansen, que inventou o Passaporte Nansen para refugiados sem nações, e foi premiado com o Prêmio Nobel da Paz de 1922, indicou dois delegados do CICV como seus deputados.
Um ano antes do final da guerra, o CICV recebeu o Prêmio Nobel da Paz de 1917, por seus trabalhos durante a guerra. Este foi o único prêmio Nobel concedido durante os quatro anos da guerra. Em 1923, o Comitê realizou mudanças nas suas políticas de seleção de novos membros. Até então, apenas cidadãos de Genebra poderiam servir no Comitê. Esta limitação foi ampliada para incluir todos os cidadãos suíços. Como uma consequência direta da Primeira Guerra Mundial, um protocolo adicional para a Convenção de Genebra foi adotado em 1925, que tornou ilegal o uso de gases sufocantes ou venenosos, bem como agentes biológicos, como armas de guerra. Quatro anos depois, a Convenção original foi revisada, e a segunda Convenção de Genebra "relativa ao Tratamento de Prisioneiros de Guerra" foi estabelecido. Os eventos da Primeira Guerra Mundial e as atividades respectivas do CICV aumentaram significantemente a reputação e a autoridade do Comitê dentro da comunidade internaccional, e levaram a uma extensão de suas competências.
Em 1934, uma nova proposta, para a proteção da população civil durante um conflito armado, foi adotado pela Conferência Internacional da Cruz Vermelha. Porém, a maioria dos governos possuiam pouco interesse em implementar esta proposta. Como consequência, esta proposta não entrou em vigor antes da Segunda Guerra Mundial.

## Segunda Guerra Mundial

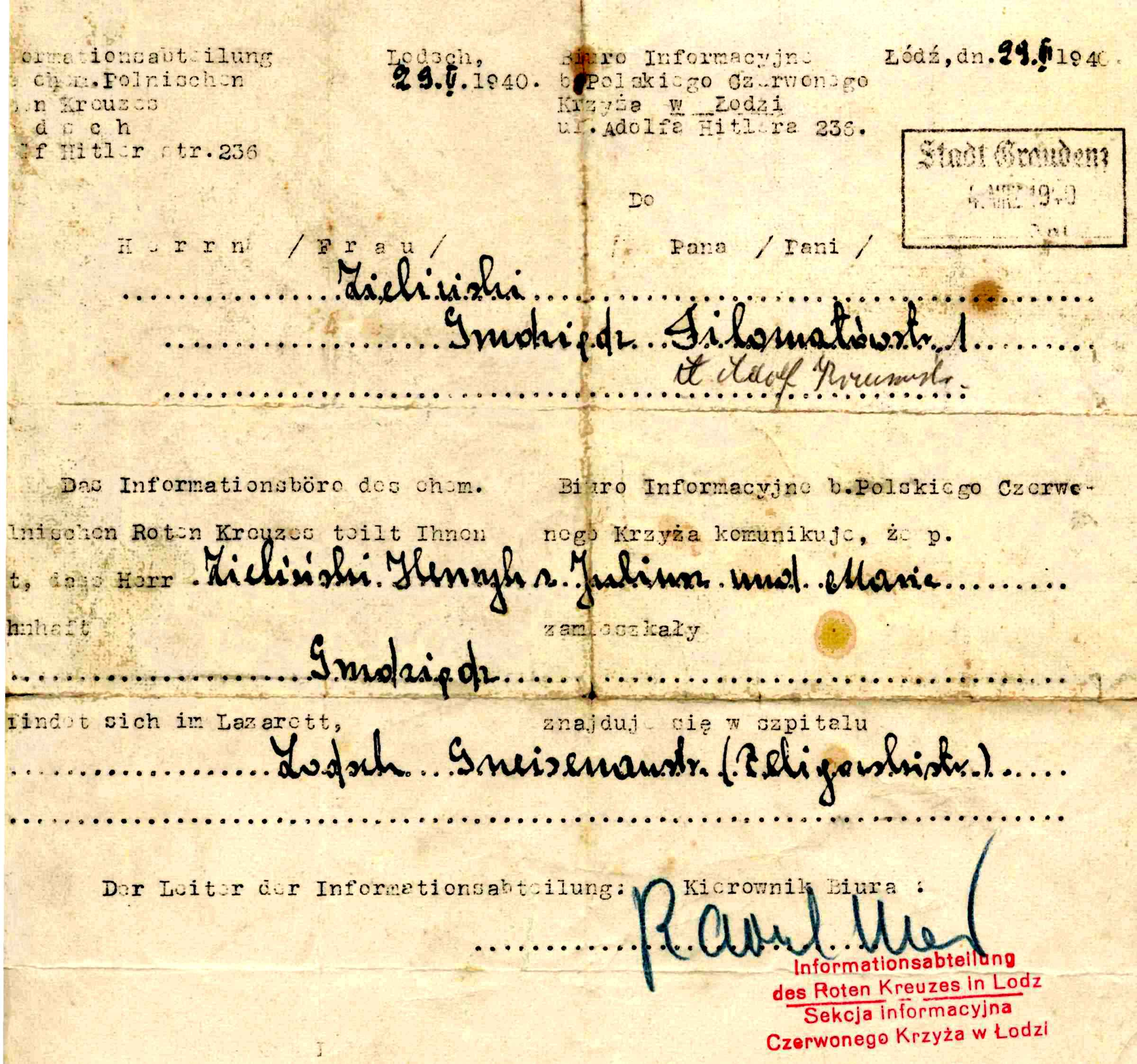
Mensagem da Cruz Vermelha de Łódź, Polônia, 1940.

A base legal do trabalho do CICV durante a Segunda Guerra Mundial foram as Convenções de Genebra na sua revisão de 1929. As atividades do Comitê foram similares às suas atividades durante a Primeira Guerra Mundial: visitas e acompanhamento de campos de prisioneiros de guerra, oraganização de assistência às populações civis, e administração de troca de mensagens relativo a prisioneiros e pessoas desaparecidas. No final da guerra, 179 delegados haviam conduzido 12 750 visitas a campos de prisioneiros de guerra em 41 países. A Agência Central de Informação sobre Prisioneiros de Guerra (Zentralauskunftsstelle für Kriegsgefangene) possuia cerca de três mil empregados, com o índice de prisioneiros contendo 45 milhões de registros, e 120 milhões de mensagens foram trocadas pela agência.
Um grande obstáculo que o CICV enfrentou foi a  Cruz Vermelha Alemã: esta, controlada pelo governo nazista, recusou-se a cooperar com os estatutos das Convenções de Genebra, sobre violações blatantes, tais como a deportação de judeus da Alemanha e os assassinatos em massa conduzidos pelo governo alemão. Além disso, outros dois países no conflito, o Japão e a União Soviética, não assinaram a Convenção de Genebra de 1929, e portanto, legalmente não precisavam cumprir com as regras das convenções.
Durante a guerra, o CICV não conseguiu obter um acordo com a Alemanha nazista sobre o tratamento de prisioneiros em seus campos de concentração, e por fim parou de pressionar o governo alemão, para evitar problemas com o seu trabalho com prisioneiros de guerra. O CICV também não conseguiu desenvolver uma resposta a informações fiáveis sobre os campos de extermínio e o assassinato em massa de judeus europeus.  Esta é ainda considerada o maior fracasso  da história do CICV.
Após novembro de 1943, o CICV obteve permissão para enviar encomendas para prisioneiros em campos de concentração, com nomes e localizações conhecidas. Visto que os avisos de recepção  destes pacotes eram frequentemente assinados por outros prisioneiros, o CICV conseguiu registrar a identidade de cerca de 105 mil prisioneiros em campos de concentração, e enviou 1,1 milhão de pacotes, principalmente para Dachau, Buchenwald, Ravensbruck e Sachsenhausen.
O historiador suíço Jean-Claude Favez, que conduziu um estudo de 8 anos dos registos da Cruz Vermelha, afirma que, embora a Cruz Vermelha soubesse, desde Novembro de 1942, dos planos de aniquilação dos judeus por parte dos nazis - e até os discutisse com funcionários norte-americanos - o grupo nada fez para informar o público, mantendo o silêncio mesmo perante os apelos de grupos judeus.
Uma vez que a Cruz Vermelha tinha a sua sede em Genebra e era largamente financiada pelo Governo suíço, era muito sensível às atitudes e políticas suíças em tempo de guerra. Em Outubro de 1942, o Governo suíço e a administração da Cruz Vermelha vetaram uma proposta de vários membros da administração da Cruz Vermelha para condenar a perseguição de civis pelos nazis. Durante o restante período da guerra, a Cruz Vermelha seguiu as sugestões da Suíça para evitar actos de oposição ou confrontos com os nazis.

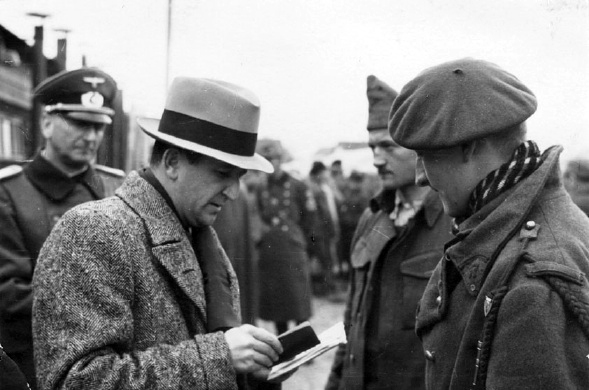
Marcel Junod, delegado do CICV, visitando prisioneiros de guerra na Alemanha.
(© Benoit Junod, Switzerland)

Em 12 de março de 1945, o presidente do CICV, Jacob Burckhardt, recebeu uma mensagem do general do SS, Ernst Kaltenbrunner, aceitando o pedido do CICV para visitar os campos de concentrações alemães. Uma condição exigida pelos alemães, era de que os delegados do CICV teriam que ficar nos campos até o final da guerra. Dez delegados, entre eles Louis Haefliger (que visitou o Mauthausen), Paul Dunant (Tehresienstadt) e Victor Maurer (Dachau) aceitaram tal acordo e visitaram os campos. Haefliger preveniu o expulsamento forçado ou executamento dos prisioneiros em Mauthausen quando ele alertou tropas americanas, salvando as vidas de 60 mil prisioneiros. Porém, Haefliger foi criticado pelo CICV, visto que este considerou suas ações como fora de sua autoridade, e arriscando a neutralidade do CICV. Em 1990, o então presidente do CICV, Cornelio Sommaruga, reabilitou a reputação de Haefliger.
Outros delegados do CICV notórios por suas ações durante a Segunda Guerra Mundial incluem Friedrich Born, um delegado do CICV em Budapeste, salvou as vidas de 11-15 mil judeus na Hungria; Marcel Junod, um médico de Genebra, tendo escrito um livro, Warrior without Weapons, sobre suas experiências, uma das quais inclui tendo sido um dos primeiros estrangeiros a visitar Hiroshima após o bombardeio atômico da cidade.
Em 1944, o CICV recebeu seu segundo Prêmio Nobel da Paz. Este foi o único Prêmio Nobel dado durante a Segunda Guerra Mundial, como havia ocorrido no primeiro Prêmio Nobel durante a Primeira Guerra Mundial. No final da guerra, o CICV trabalhou com as sociedades da Cruz Vermelha nacionais para organizar trabalhos de assistência para os países mais afetados. Em 1948, o Comitê publicou um relatório revisando suas atividades de guerra, entre 1 de setembro de 1939 a 30 de junho de 1947. Desde janeiro de 1996, os arquivos deste período do CICV foram abertos para pesquisa acadêmica e pública.

### Holocausto
Na cerimônia de comemoração da liberação do campo de concentração de Auschwitz, o então presidente do CICV, Cornelio Sommaruga, buscou mostrar que a organização sabia completamente da gravidade do Holocausto e da necessidade de manter a história deste evento viva, para evitar uma possível futura repetição. Sommaruga pagou tributo a todos que sofreram ou perderam suas vidas durante a guerra, e publicamente desculpou-se por erros da Cruz Vermelha do passado, referentes à vítimas dos campos de concentrações.
Em 2002, um oficial do CICV publicou algumas das lições que a organização aprendeu de seus erros quanto ao Holocausto:
- Sob o ponto de vista legal, foi o trabalho que levou a adoção da Convenção de Genebra relativo à proteção de civis em tempos de guerra.
- Sob o ponto de vista ético, foi a adoção da declaração dos Princípios Fundamentais da Cruz Vermelha e do Crescente Vermelho, sob o trabalho de Max Huber e Jean Pictet, para prevenir mais abusos tais os que ocorreram na sociedade da Cruz Vermelha alemã quando Hitler subiu ao poder em 1933.
- Sob o ponto de vista político, sua relação com a Suíça foi redesignada para assegurar a independência do movimento.
- Com o objetivo de manter acesa a história do passado, o CICV aceitou, em 1955, a tomar responsabilidade do Serviço Internacional de Busca, onde documentos e relatórios relativos a campos de concentrações foram mantidos.
- Para estabelecer os fatos históricos do evento, o CICV convidou Jean-Claude Favez para conduzir uma investigação independente das atividades, no nome das vítimas da perseguição nazista, e deu a Favez completo acesso para os arquivos sobre este período. Preocupado com a transparência do processo, o CICV também decidiu dar a historiadores acesso a todos seus arquivos, desde que estes possuam 50 anos ou mais de idade. Após as conclusões de Favez, o CICV reconheceu os erros da organização do passado, e expressou arrependimento quanto ao tópico.[9]

Em uma publicação oficial feita em 27 de janeiro de 2005, no 60 aniversário da liberação de Auschwitz, o CICV disse:
Auschwitz também representa a maior falha na história do CICV, falha que foi agravada pela falta de decisividade por parte da organização para tomar decisões que ajudassem as vítimas da perseguição nazista. Esta falha permanecerá como parte da memória do CICV, tal como os atos de coragem de delegados individuais do CICV da época.

## Guerra Fria
Em 12 de agosto de 1949, revisões das duas Convenções de Genebra foram adotadas. Uma convenção adicional, "para a Ameliação das Condições de Membros de Forças Navais Feridos, Doentes e Naufragados", foi aprovada como o sucessor das Convenções de Haia de 1899 e 1907. Após a Convenção de 1949, a Convenção de Genebra de 1929 passou a ser considerada a terceira, visto que as duas Convenções de Haia passaram a ser consideradas a segunda.
Por causa da Segunda Guerra Mundial, a Quarta Convenção de Genebra foi estabelecido, "relativo à Proteção de Pessoas Civis em Tempos de Guerra". Protocolos adicionais foram aprovados em 8 de junho de 1977, para fazerem com que os protocolos da Quarta Convenção fossem válidos em guerras civis. No presente, as quatro convenções, e seus protocolos adicionais, contém mais de 600 artigos, em comparação com os 10 artigos da Primeira Convenção, de 1864.
No centenário do CICV em 1963, esta, em conjunto com a Federação Internacional da Cruz Vermelha e do Crescente Vermelho, recebeu seu terceiro Prêmio Nobel. Desde 1993, cidadãos de outros países foram permitodos a servir como delegados do Comitê, uma responsabilidade anteriormente restrita a cidadãos suíços. Atualmente, 35% dos membros do CICV não possuem cidadania suíça.

## 1991 – tempos atuais
Em 16 de outubro de 1990, a Assembleia Geral da ONU decidiu permitir que o CICV participasse em assembleias e encontros de seus sub-comitês. Assim sendo, o CICV tornou-se a primeira organização privada a receber este estatuto da ONU. Esta resolução foi proposta em conjunto por 138 países membros, e introduzida pelo embaixador italiano Vieri Traxler, em memória oas origens da organização na batalha de Solferino. Um acordo com o governo suíço feito em 19 de março de 1993 reafirmou a política de independência da organização de quaisquer possíveis interferências por parte do governo suíço. Este acordo protege a santicidade da propriedade do CICV na Suíça, incluindo suas sedes e seus arquivos, dá aos membros e trabalhadores da organização imunidade legal, remove a necessidade de pagar impostos, e garante proteção e remove impostos de entrada para todas as comodidades transferidas da e para a Suíca de outros países do mundo, protege o CICV com comunicação segura, ao mesmo nível do que embaixadas estrangeiras, e simplifica viagens de membros do Comitê de e para o país.
Em 1994, o CICV, que tradicionamente fora uma organização publicamente silenciosa, denunciou o genocídio de Ruanda. Apesar de suas tentativas, o CICV não conseguiu prevenir os crimes que ocorreram em Srebrenica em 1995, tendo admitido, "Nóis temos que reconhecer que apesar de nossos esforços para ajudar milhares de civis forçadamente expulsos da cidade, e apesar da dedicação de nossos colegas na região, o impacto do CICV durante a tragédia foi extremamente limitado." A organização anunciou em 2007 abusos humanitários pelo governo militar da Birmânia, incluindo trabalho forçado, fome, e assassinatos de homens, mulheres e crianças.
Uma dificuldade que o CICV passou a enfrentar após o final da Guerra Fria foi o aumento do perigo enfrentado pelos membros do CICV. Durante a década de 1990, mais delegados do CICV morreram do que em qualquer outra década, especialmente em conflitos locais e internos. Tais incidentes demonstraram desobediência e falta de respeito às regras das Convenções de Genebra e os símbolos de proteção.

## Guerra do Iraque
O Comitê Internacional da Cruz Vermelha anunciou em 17 de março de 2008 que a crise humanitária no Iraque não havia melhorado desde o início da guerra em 2003. Apesar de melhorias limitadas na segurança e outras condições, estas são de tal forma que ainda possuem um severo impacto nas condições de vida do país, com muitos cidadãos morrendo ou feridos em hostilidades.